# Claudine Bouzonnet-Stella
Claudine Bouzonnet-Stella (Lió, 7 de juliol de 1636 - París, 1 d'octubre de 1697) va ser una gravadora, dibuixant i pintora francesa. Elaborà gran part de les seves làmines a partir d'obres de Nicolas Poussin, o del seu oncle Jacques Stella, de qui va rebre la formació artística, i també a partir d'obra seva. La seva tècnica combinava l'aiguafort i el gravat.

## Vida
Va néixer a Lió el 1636, filla d'Étienne Bouzonnet, un orfebre, i de la seva dona, Madeleine Stella. Va estudiar art a París amb el seu oncle, Jacques Stella, que li ensenyà la tècnica de l'aiguafort, i col·laborà també amb diversos gravadors durant molts anys, amb els quals es formà en altres tècniques. Cap al 1654, va anar a treballar juntament amb els seus tres germans al taller del seu oncle, constitʊït en taller familiar, als seus apartaments al Louvre, per gravar els seus dissenys.
Després de la mort de Jacques Stella el 1657, Claudine Bouzonnet, que tenia 21 anys, es va convertir en cap del taller del seu oncle –fins que se'n va fer càrrec el seu germà, un cop retornat de Roma–, i el rei li va concedir els drets exclusius per publicar gravats segons els dissenys de Stella. El mateix any va publicar Les Jeux et Plaisirs de l'Enfance, un conjunt de 50 làmines que ella mateixa havia gravat a partir d'una sèrie de dibuixos del seu oncle.
El 1667 va publicar Les Pastorales, un conjunt de 17 estampes de temes rurals. Tot i que aquestes també es van publicar com a obres posteriors a Jacques Stella, no se n'han localitzat originals, ni s'esmenten dibuixos en un inventari supervivent del taller, la qual cosa fa que alguns historiadors de l'art suggereixin que els dissenys podrien haver estat obra pròpia, de la mateixa Bouzonnet-Stella. També va produir gravats a partir d'obres de Nicolas Poussin, que havia estat un amic íntim del seu oncle, i a partir dels seus propis dissenys.

Se suposa obra pròpia una Anunciació que es troba a la Catedral de Meaux, potser pintada en col·laboració amb Stella. També se li atribueixen els dissenys de la segona sèrie de La Vida de la Mare de Déu, atribuïts anteriorment a Stella. L'única obra signada i datada directament amb el seu nom és El somni de Sant Martí, que es troba al Museu de l'Hermitage de Sant Petersburg.

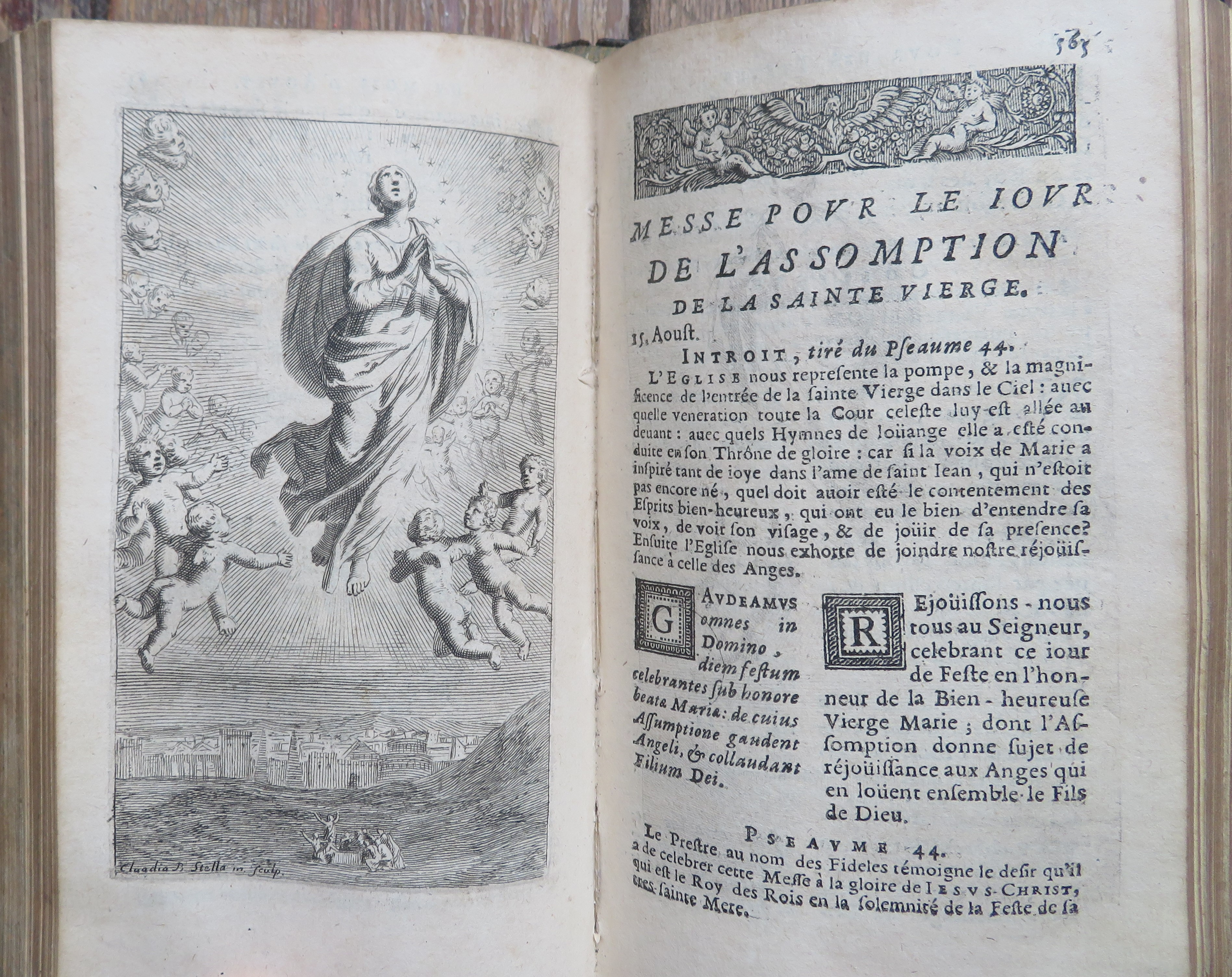
Claudine Bouzonnet Stella, L'Assumpció de la Santa Verge. 1667. Aiguafort, 11,2 x 7 cm. Signat: Claudia B. Stella in. Sculp. Lió, Jamie Mulherron

## Obres
Un bon nombre de les seves planxes de gravat es van fer a partir d'obres de Jacques Stella i de Nicolas Poussin. Entre d'altres,

### A partir de l'obra de Jacques Stella

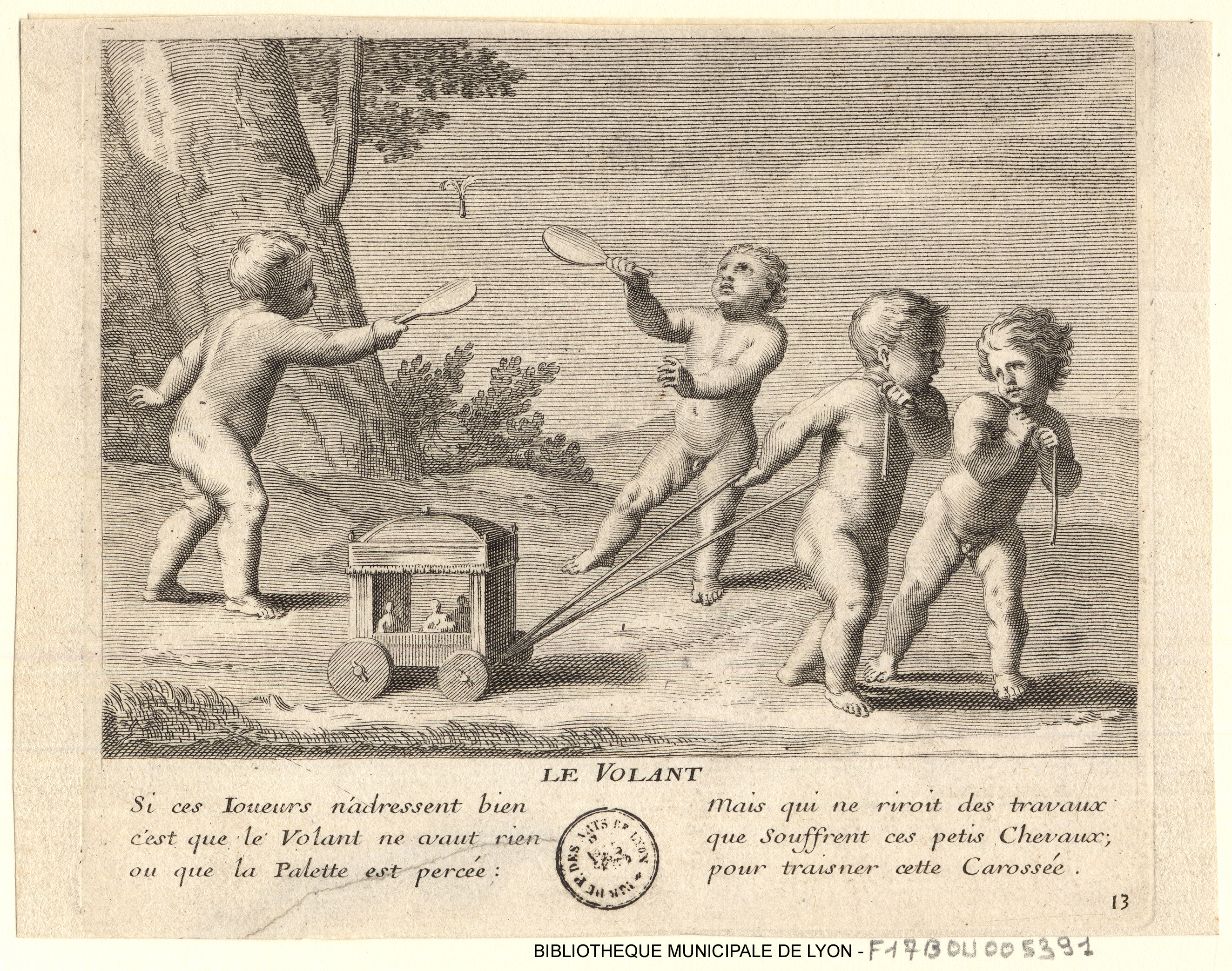
Le Volant, una placa de Les jeux et plaisirs de l'enfance

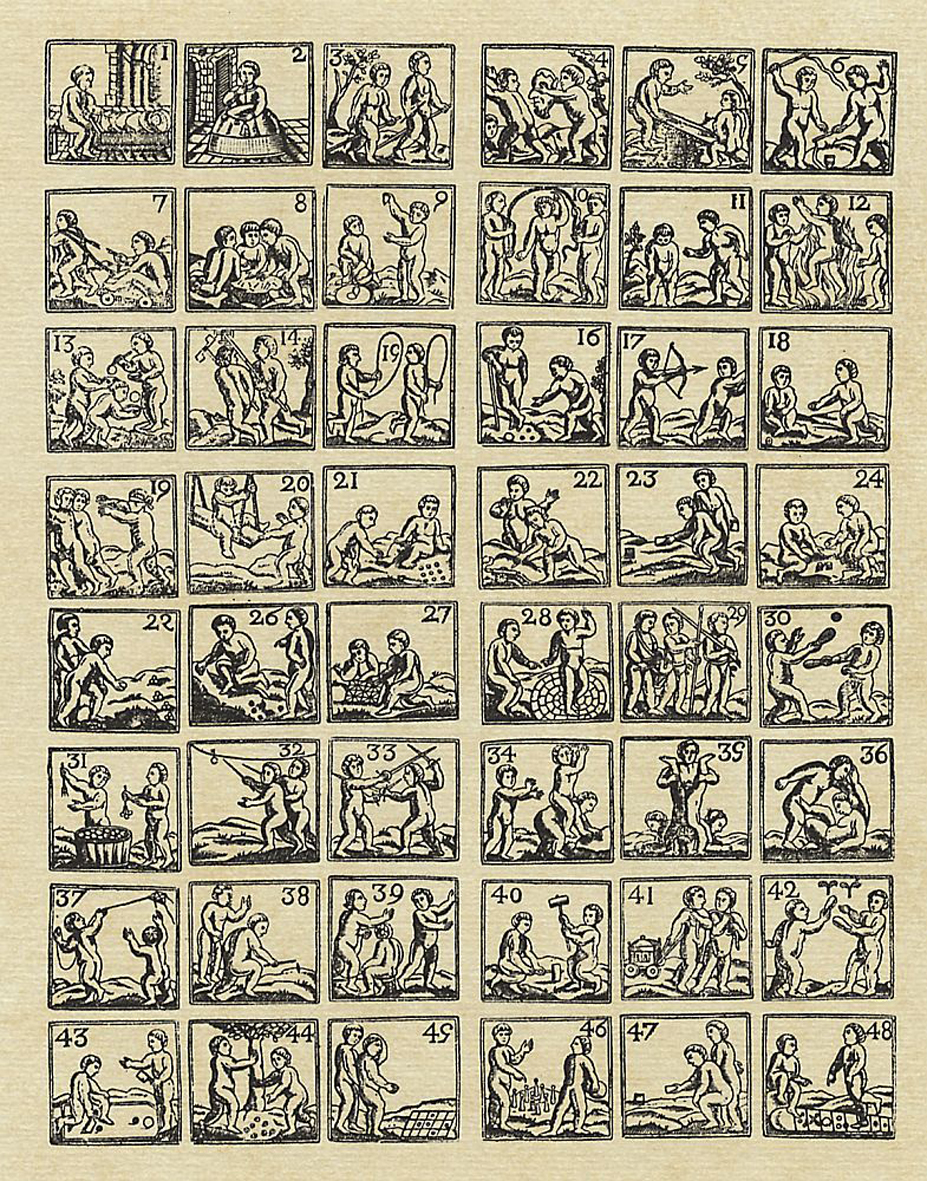
Auca de jocs infantils

- Les Jeux et Plaisirs de l'Enfance (1657), un conjunt de 50 làmines.
- Les Pastorales (1667), conjunt de 17 làmines, inclosa una portada.
- Les noces de Santa Caterina.
- Crist a la columna.[7]

### A partir de l'obra de Nicolas Poussin
- Moisès trobat en els joncs, en dues plaques.
- Moisès colpejant la Roca.
- Crist davant de Ponç Pilat.
- La Crucifixió, anomenada el Gran Calvari.
- Sant Pere i Sant Joan curant el Coix.
- Sagrada Família amb Sant Joan oferint una poma al Crist nen.[8]
- Sagrada Família amb nens portant flors.[8]

### A partir d'obra pròpia
- El somni de Sant Martí, oli sobre tela
- Noli Me Tangere, dibuixos
- Anunciació, oli sobre tela
- La Vida de la Mare de Déu, gravats
- El naixement de la Mare de Déu, oli sobre tela

Hi ha obra seva en diversos museus del mónː la National Gallery of Art de Washington, l’Hermitage de Sant Petersburg, el Museu Britànic de Londres, l'Ashmolean Museum d'Oxford, els Museus d'Art de Harvard, i també en diverses col·leccions públiques i privades, com la Biblioteca Nacional de França i la Col·lecció Gelonch Viladegut.